# 逃がした魚は大きかったが釣りあげた魚が大きすぎた件
『逃がした魚は大きかったが釣りあげた魚が大きすぎた件』（にがしたさかなはおおきかったがつりあげたさかながおおきすぎたけん）は、ももよ万葉による日本のライトノベル。
イラストは三登いつきが担当。「小説家になろう」にて短編小説として2020年10月21日にから掲載され、同年12月4日から2021年8月19日まで続編にあたる『続・逃がした魚は大きかったが釣りあげた魚が大きすぎた件』が同サイトで連載された。2021年8月6日よりSQEXノベル（スクウェア・エニックス）から刊行されている。
なお、タイトルについて作者であるももよ万葉は思いつきで浮かんだフレーズであるとし、誰が何を逃して何を釣り上げたのかは読者の判断に任せるとしている。
メディアミックスとして、2022年4月24日よりながと牡蠣によるコミカライズがマンガUP!アプリ版で開始されている。こちらは2022年7月7日よりガンガンコミックスUP!（スクウェア・エニックス）から刊行中である。

## あらすじ
ムーロ王国の武道の名家・アンノヴァッツィ公爵家の五女・マリーア（愛称:ミミ）は公爵家の跡継ぎとなるべく育てられてきたが、15歳の時に弟が生まれたために跡継ぎから外れることになる。しかし、めぼしい貴族令息は4人の姉を婚約者に迎えており、しかも公爵家の跡継ぎとして育てられてきたために淑女教育を受けていないマリーアは既に「行き遅れ」状態になってしまっていた。そのため、縁戚を頼って隣の大国・ルビーニ王国に留学して「婚活」することになる。そんな矢先、ルビーニ王国の第一王子であるレナートから突然婚約破棄を通告される。彼の婚約者であるアイーダに婚約破棄を通告しようとして謝って彼女の親戚でよく似た容姿のマリーアに告げてしまっていたのだ。レナートの真意は王国内で発生したとある事件を利用して、アイーダの父が強引に進めた婚約を破棄して弟のプラチドにアイーダの婚約者の地位を譲ろうとしたのである。レナートに協力して事件の解決に活躍したマリーアはレナートから結婚を申し込まれる。最終的にレナートが立太子されて隣国の公爵令嬢であるマリーアを新たな婚約者に迎え、プラチドとアイーダが婚約する運びになって問題が解決したと思ったのだが。

## 登場人物
マリーア・アンノヴァッツィ（4巻以降はマリーア・ディ・ルビーニ）
本作の主人公。愛称はミミ。ムーロ王国のアンノヴァッツィ公爵家の五女。弟が生まれるまでは公爵家の跡継ぎになる予定であったため、同家代々伝わる80の型からなる武道を習得している。「婚活」目的でルビーニ王国に留学中にレナートの婚約者になってしまう。国王夫妻にも気に入られ、また礼儀作法も含めて王太子妃教育を進めているが、自由奔放な性格と何か起きると力（武道）で解決しようとしてしまう癖は直らない。
レナート・ディ・ルビーニ
ルビーニ王国第一王子。弟が恋しているアイーダと政略結婚のための婚約を結ばされたことに苦悩していた。その後、ある事件にかこつけてアイーダとの婚約を破棄しようとするが、誤って親戚のマリーアに婚約破棄を告げてしまう。その後、マリーアに惹かれて彼女に求婚して受け入れられ、その直後に立太子された。その後も様々な困難をマリーアと乗り越えながら、ついに結婚に漕ぎ着ける。
アイーダ・アメーティス（4巻以降はアイーダ・ディ・ルビーニ）
ルビーニ王国のアメーティス公爵家の令嬢で、マリーアは親戚である彼女の元で世話になっていた。マリーアと違って完璧な淑女。彼女の父は彼女を将来の王妃にしたいと思ってレナートと婚約を結ばせたが、レナートから婚約を破棄されることになる。マリーアとは仲が良いが、彼女が独断で火災現場に飛び込んで人命救助を行ったことで国王から謹慎処分を命じられてレナートを含めた多数の引責処分者を出した際には彼女を厳しく諫めた。
プラチド・ディ・ルビーニ
ルビーニ王国第一王子。兄・レナートの計らいでアイーダと婚約を結び、兄に先立って結婚式を行った。
ライモンド・チガータ
レナートの側近。侯爵令息。有能な文官だが、マリーアには振り回される。
ガブリエーレ・モランド
レナートの乳兄弟で側近。近衛武官の出身。国外出張中にレナートの婚約者が変更されたことを知り憤慨するが、後にマリーアの喧嘩友達となる。

## 既刊一覧

### 小説
- ももよ万葉（著）・三登いつき（イラスト）『逃がした魚は大きかったが釣りあげた魚が大きすぎた件』スクウェア・エニックス〈SQEXノベル〉、既刊5巻
  1. 2021年8月6日発売[9]、ISBN 978-4-7575-7412-0
  2. 2022年7月7日発売[10]、ISBN 978-4-7575-8024-4
  3. 2023年10月6日発売[11]、ISBN 978-4-7575-8516-4
  4. 2024年2月7日発売[12]、ISBN 978-4-7575-9043-4
  5. 2024年12月6日発売[13]、ISBN 978-4-7575-9560-6

### 漫画
- ももよ万葉・三登いつき（原作）、ながと牡蠣（漫画）『逃がした魚は大きかったが釣りあげた魚が大きすぎた件』スクウェア・エニックス〈ガンガンコミックスUP!〉、既刊8巻（2025年5月7日現在）
  1. 2022年7月7日発売[14]、ISBN 978-4-7575-8019-0
  2. 2022年12月7日発売[15]、ISBN 978-4-7575-8297-2
  3. 2023年4月7日発売[16]、ISBN 978-4-7575-8513-3
  4. 2023年9月7日発売[17]、ISBN 978-4-7575-8773-1
  5. 2024年2月7日発売[18]、ISBN 978-4-7575-9039-7
  6. 2024年7月5日発売[19]、ISBN 978-4-7575-9290-2
  7. 2024年12月6日発売[20]、ISBN 978-4-7575-9555-2
  8. 2025年5月7日発売[21]、ISBN 978-4-7575-9840-9